# تجربه (فیلم ۱۹۸۶)
تجربه (انگلیسی: Experience) (به هندی: Anubhav)، یک فیلم درام بزرگسالان بالیوود، محصول سال ۱۹۸۶ با بازیگری شیکهار سومان، پادمینی کولاپوری و ریچا شارما و به کارگردانی کاشینات است. در زمان اکران، فیلم مورد استقبال زیادی قرار نگرفت ولی فیلم به خاطر صحنه‌هایی سرشار از احساس بین شیکهار سومان و ریچا شارما درخور توجه است. همچنین فیلم دارای صحنه‌های کمدی لایت است. راکیش روشن در این فیلم به عنوان بازیگر مهمان حضور داشت.

## پیوند بیرونی
- Anubhav در بانک اطلاعات اینترنتی فیلم‌ها (IMDb)